# Urmein
Urmein (rétorománsky Urmagn) je obec ve švýcarském kantonu Graubünden, okresu Viamala. Nachází se na náhorní planině nad údolím Zadního Rýna, asi 21 kilometrů jihozápadně od kantonálního hlavního města Churu, v nadmořské výšce 1 264 metrů. Má okolo 150 obyvatel.

## Geografie
Urmein je centrální obec na hřebeni Heinzenberg a leží západně od Thusis. Jižně od obce protéká hluboce zaříznutou roklí říčka Nolla a západně od ní se zvedá Glaser Grat (2 124 m n. m.). Za soutěskou Nolly se území obce zvedá do blízkosti Zwölfihornu (2 280 m n. m.). Rekreační osada Oberurmein patří také k Urmeinu.
Z celkové rozlohy obce 435 ha je 172 ha zalesněných a 34 ha horských. Zemědělsky využitelná půda má rozlohu 204 ha, z toho jen malá část je obdělávána jako alpské louky a pastviny. Zbývajících 25 ha tvoří zastavěná plocha.

## Historie
Sídlo je poprvé zmiňováno roku 1156 jako Hof de Ormen. V polovině 12. století patřil Urmein klášteru Cazis jako součást velkého panství Flerden. Panovníky byli do roku 1337 Vazerové, poté Werdenbergové a Rhäzünserové a od roku 1475 biskupové z Churu. Reformace byla zavedena v letech 1530–1540. V roce 1670 se Urmein a Flerden oddělily od Porteinu; kostel byl postaven v letech 1720–1722. Od roku 1725 je Urmein samostatnou farností. Poslední biskupská práva byla vykoupena v roce 1709. Do roku 1851 tvořila obec Urmein sousedství soudní farnosti Heinzenberg a do roku 2000 patřila do okresu Heinzenberg.
Silnice do Thusis byla postavena v letech 1900–1901. Až do 70. let 20. století se obyvatelé kromě chovu dobytka věnovali také zemědělství. Koncentrace nově vystavěných rekreačních domů ve výše položeném Oberurmeinu, stranou od původní obce, umožnila zachovat tradiční vzhled centra obce.

## Obyvatelstvo

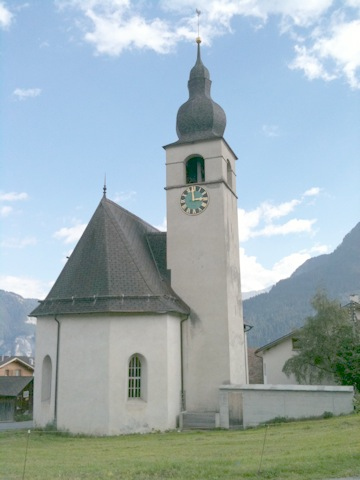
Reformovaný kostel v Urmeinu

| Rok            | 1803 | 1850 | 1900 | 1950 | 1980 | 1990 | 2000 | 2005 | 2016 | 2020 |
| Počet obyvatel | 158  | 133  | 89   | 90   | 76   | 81   | 81   | 98   | 147  | 150  |

Vzhledem k odlehlosti a špatnému dopravnímu spojení počet obyvatel obce v průběhu 20. století postupně klesl pod sto. Díky přistěhovalectví z měst po roce 2000 však opět roste a v roce 2020 již v obci trvale žilo 150 obyvatel.

### Jazyky
Původně mluvili všichni obyvatelé oblasti jazykem sutselvisch, místním dialektem rétorománštiny. Již ve středověku však pod vlivem Walserů z Tschappiny obyvatelé přešli na němčinu. Až do roku 1970 zde žila jazyková menšina, která byla způsobena přistěhovalectvím z okolních románsky mluvících vesnic. Od té doby je komunita jednojazyčná. To také potvrzuje následující tabulka:
| Jazyky v Urmeinu |                   |                   |                   |                   |                   |                   |
| Jazyk            | Sčítání lidu 1980 | Sčítání lidu 1980 | Sčítání lidu 1990 | Sčítání lidu 1990 | Sčítání lidu 2000 | Sčítání lidu 2000 |
| Jazyk            | Počet             | Podíl             | Počet             | Podíl             | Počet             | Podíl             |
| Němčina          | 73                | 96,05 %           | 79                | 97,53 %           | 80                | 98,77 %           |
| Rétorománština   | 2                 | 2,63 %            | 2                 | 2,47 %            | 0                 | 0,00 %            |
| Počet obyvatel   | 76                | 100 %             | 81                | 100 %             | 81                | 100 %             |

## Doprava
Jediné dopravní spojení do obce představuje okresní silnice, vedoucí z Thusis přes Masein, Flerden a Urmein do Tschappiny.